# کمردان پایین
کمردان پایین، روستایی از توابع بخش فنوج شهرستان نیک‌شهر در استان سیستان و بلوچستان ایران است.

## جمعیت
این روستا در دهستان فنوج قرار دارد و براساس سرشماری مرکز آمار ایران در سال ۱۳۸۵، جمعیت آن ۱۵۶ نفر (۳۷خانوار) بوده‌است.